# Estroncioginorita
L'estroncioginorita és un mineral de la classe dels borats. Rep el seu nom en al·lusió a la seva composició, amb estronci dominant i per la seva relació amb la ginorita.

## Característiques
L'estroncioginorita és un borat de fórmula química CaSrB14O20(OH)₆·5H₂O. Cristal·litza en el sistema monoclínic. La seva duresa a l'escala de Mohs es troba entre 2 i 3.
Segons la classificació de Nickel-Strunz, l'estroncioginorita pertany a «06.FC - Filohexaborats» juntament amb els següents minerals: tunel·lita, nobleïta, estroncioborita, ginorita i fabianita.

## Formació i jaciments
Va ser descoberta l'any 1959 a la mina Königshall-Hindenburg, a Reyershausen, Göttingen, a la Baixa Saxònia (Alemanya). També a Alemanya, ha estat descrita a la pedrera Kohnstein, a Nordhausen (Turíngia). També se n'ha trobat a la mina Tincalayu, al Salar del Hombre Muerto (Salta, Argentina), i en alguns indrets de les parròquies de Cardwell i Studholm, al comtat de Kings (Nova Brunswick, Canadà).